# P. C. Skovgaard

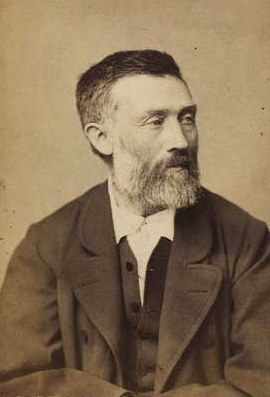
P. C. Skovgaard (Fotografie von Budtz Müller)

Peter Christian Thamsen Skovgaard (in der Literatur: P. C. Skovgaard [peː ʦeː skʰɒʊ̯ˈɡ̊ɒː]; * 4. April 1817 in Ringsted; † 13. April 1875 in Kopenhagen) war ein dänischer Landschaftsmaler und Professor an der Königlich Dänischen Kunstakademie. Aufgrund der Qualität und auch der Anzahl seiner Arbeiten – oft großflächige und immer sehr naturgetreue und detaillierte Darstellungen dänischer Landschaften in Ölmalerei – wird er zu den Künstlern des Goldenen Zeitalters Dänemarks (den danske guldalder) gezählt.

## Leben

### Jugend und Begabung
Skovgaard wurde als Sohn des Bauern Tham Masmann Skovgaard (1794–1835) und seiner Frau Cathrine Elisabeth (geborene Aggersborg; 1795–1854) auf dem Pachthof Hammerhus in der Nähe von Ringsted geboren. Der Vater gab den Hof auf, als Peter Christian sechs Jahre alt war. Die Familie zog nach Vejby, im Norden der Insel Seeland, wo der Vater seinen Lebensunterhalt als Lebensmittelhändler mit kleinem Laden verdiente.
Schon früh beeindruckte der Junge die Eltern mit seinen künstlerischen Fähigkeiten. In seiner Jugend gemalte Aquarell-Illustrationen zu Hans Christian Andersens Geschichten befinden sich jetzt in der Kongelige Kobberstiksamling (Königliche Gravursammlung), die heute als Sammlung eine Abteilung im Statens Museum for Kunst in Kopenhagen ist. Skovgaards Mutter, die Kunst unter dem als „Blumenmaler“ bekannten Claudius Ditlev Fritsch (1765–1841) studiert hatte, gab ihm Zeichenunterricht, bis Peter Christian konfirmiert wurde.

### Studium und Kunstausbildung
Als 14-Jähriger (1831) wurde Skovgaard nach Kopenhagen zur Ausbildung an die Königlich Dänische Kunstakademie (det Kongelige Danske Kunstakademi) geschickt. Im Rückblick hielt er nicht viel von dieser Ausbildung oder dem Privatunterricht, den er ab 1836 von dem romantischen Historienmaler J. L. Lund erhielt. Nach eigenen Angaben lernte er mehr durch die handwerklichen Aspekte der Malerei und durch seine Besuche der dänischen Kongelige Malerisamling (Königliche Gemäldesammlung; später Statens Museum for Kunst) mit dem Studium der dort vorliegenden klassischen Gemälde niederländischer Landschaften.
Der ehemalige Direktor und Akademie-Professor Christoffer Wilhelm Eckersberg, ein langjähriger Rivale von J. L. Lund, spielte – obwohl er kein direkter Lehrer von Skovgaard war – eine bedeutende Rolle für diesen, indem er für Studenten der Akademie Feldstudien befürwortete und vermittelte, darunter auch Besuche im Jægersborg Dyrehave, einem Park, den Skovgaard in seinem späteren Werk mehrfach abbildete. In dieser Zeit unternahm Skovgaard mit seinen Freunden Johan Thomas Lundbye, Lorenz Frølich, Christian Gotfred Rump, Thorald Læssøe und Dankvart Christian Magnus Dreyer Malstudien in der Natur und viele Abende verbrachten er und andere jungen Künstler in dem eleganten Haus des Bildhauers und Akademie-Professors Hermann Ernst Freund und dessen Frau Amelie Elisabeth.
1836 wechselte Skovgaard an die Akademiets Modelskole (Modellschule der Akademie) und hatte gleichzeitig seine erste Ausstellung auf Schloss Charlottenborg. Sein Werk Måneskinsstykke med Motiv fra Langebro (Mondlicht(-Stück) mit Motiv aus Langebro) wurde von dem damaligen Kronprinzen Christian Friedrich erworben.

### Künstlerische Karriere

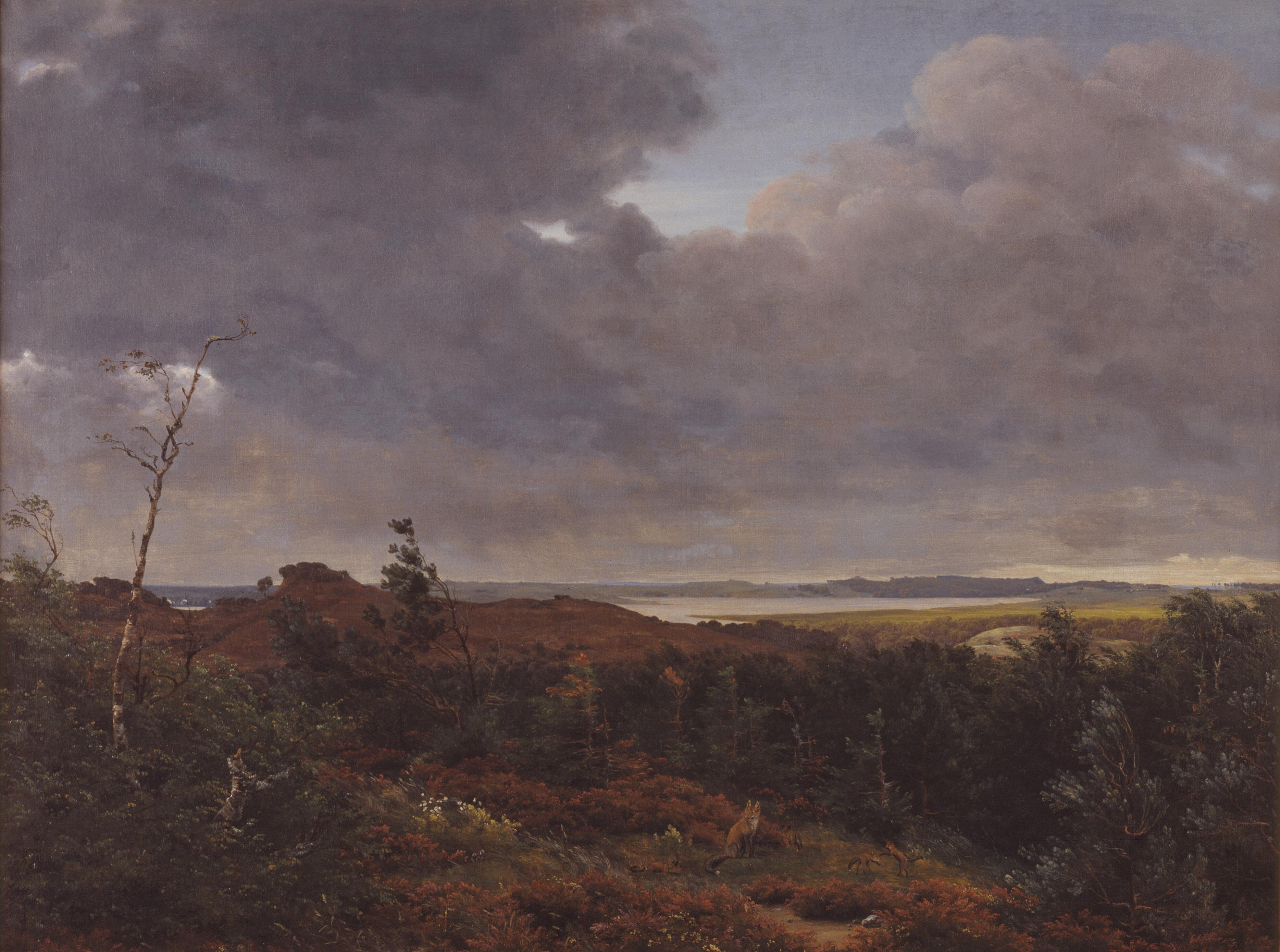
Udsigt mod Frederiksværk fra Tisvilde Skov (Skovgaard, 1839)

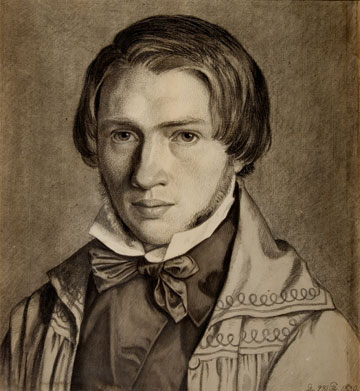
P. C. Skovgaard (Selbstbildnis, 1839)

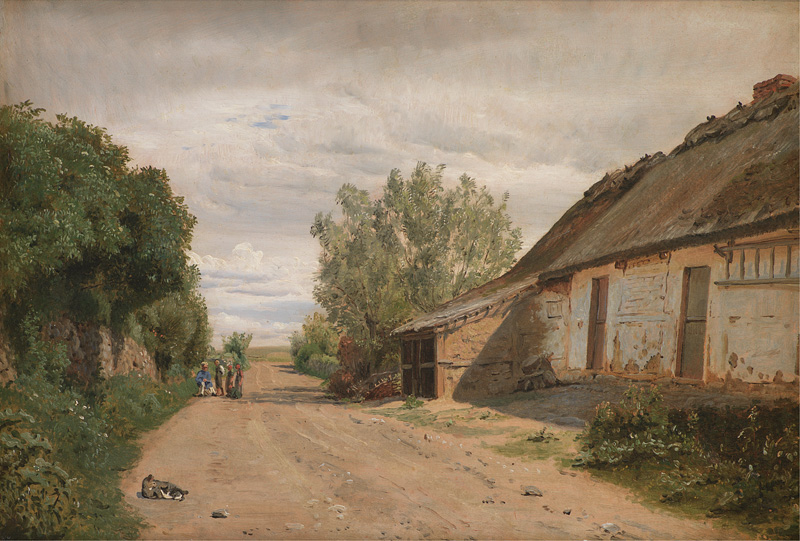
I udkanten af landsbyen Vejby, Lundbye sidder ved vejkanten og tegner (Skovgaard, 1843)

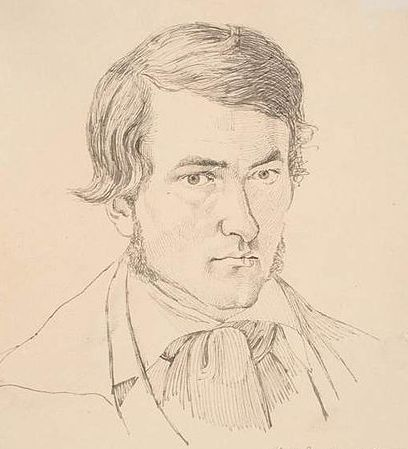
Johan Thomas Lundbye, Maler und ein langjähriger Freund Skovgaards (Selbstbildnis, 1839)

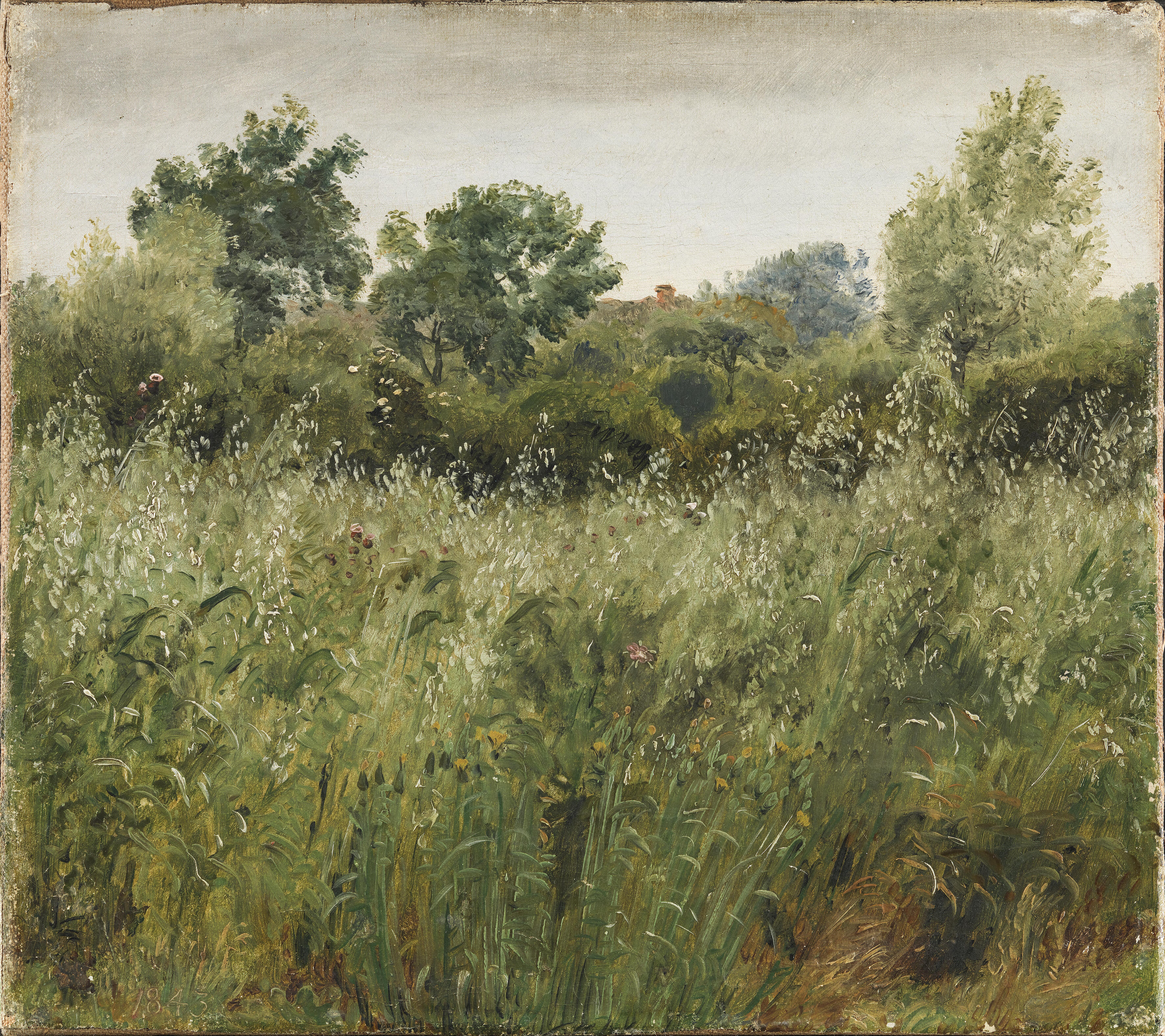
Havremark ved Vejby (Skovgaard, 1843)

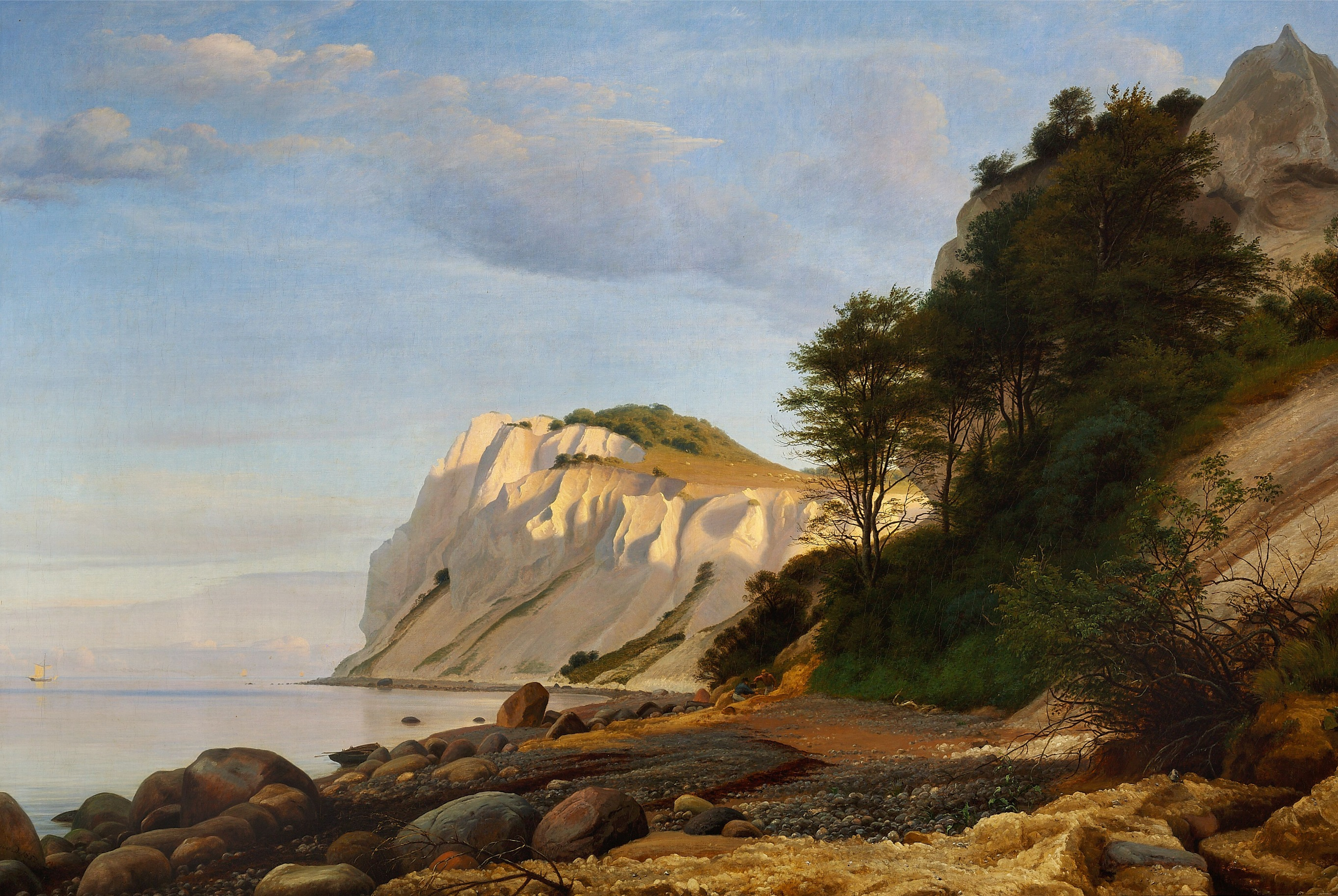
Parti fra Møns Klint (Skovgaard, 1843)

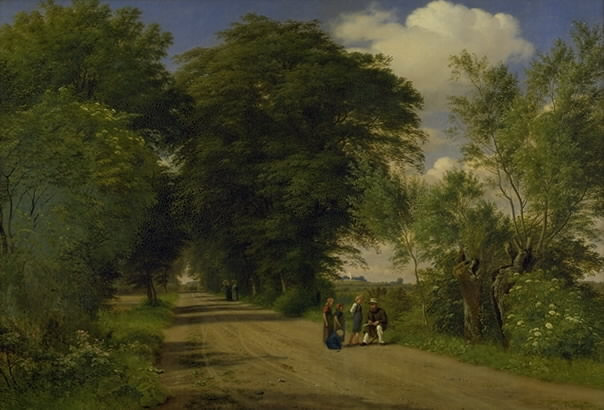
Landevej ved Herregaarden Vognserup (Skovgaard, 1849)

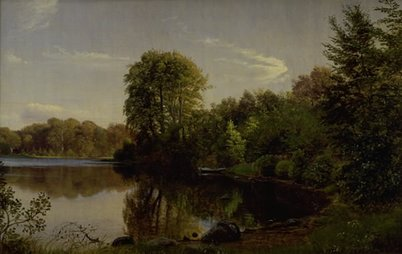
Aften ved Bondedammen i Hellebæk (Skovgaard, 1858)

Angesehene Personen wie der Kunstkritiker, Geschichtswissenschaftler und Akademie-Professor Niels Laurits Høyen und der Archäologe und Museumsverwalter Christian Jürgensen Thomsen wurden auf Skovgaard und seine Arbeiten aufmerksam. Durch ihre nationalistische Sichtweise ermutigten sie ihn, nicht wie üblich früh in der Karriere ins Ausland zu reisen, sondern seine Maltechnik, meist Ölmalerei, weiterhin in Dänemark mit den dort typischen Landschaften als künstlerisches Thema zu entwickeln. Mit der besonderen Unterstützung von Høyen konzentrierte sich Skovgaard auf diese Art der Malerei.
In den Jahren 1837 und 1838 erwarb Høyens Kunstforeningen (Kunstvereinigung) mehrere Gemälde Skovgaards und 1839 kaufte die dänische Königliche Gemäldesammlung das großflächig angelegte Werk Udsigt mod Frederiksværk fra Tisvilde Skov (Blick auf Frederiksværk vom Tisvilde-Wald), das sich in seiner dunklen Stimmung und rauen Wildheit – sehr untypisch für Skovgaards späteren Stil – deutlich von den Landschaftsdarstellungen seiner Zeitgenossen unterscheidet.
Während der 1840er Jahre reiste Skovgaard, oft zusammen mit seinem Freund, dem zeitgenössischen Künstler Johan Thomas Lundbye, durch Dänemark und malte Motive auf dem Lande. Eines der Bilder aus dem Jahr 1843, I udkanten af landsbyen Vejby, Lundbye sidder ved vejkanten og tegner (Am Rande von Vejby, Lundbye sitzt an der Seite der Straße und zeichnet), zeigt den zeichnenden Lundbye bei der Arbeit in der Nähe von Vejby, wo Skovgaard seine Jugend verbrachte. Ein weiteres bekanntes Werk aus dieser Zeit ist Havremark ved Vejby (Haferfeld bei Vejby).
Im selben Jahr reiste Skovgaard nach Møn und malte mehrere Bilder, die den monumentalen weißen Kreidefelsen der Insel zeigen, darunter auch Parti fra Møns Klint (Sicht auf den Møns Klint), das sich in der Sammlung des lokalen Storstrøms Kunstmuseums befindet.
Ebenfalls 1843 stellte Skovgaard im Schloss Charlottenborg aus und gewann für das Gemälde Det Gamle egetræ med Storkereden i Nordskoven ved Jægerspris (Die alte Eiche mit Storchennest im Nordwald nahe Jægerspris) die Neuhausenske Præmier (Neuhaus-Auszeichnung). Dieses Gemälde zeigt eine starke Entwicklung in den Fähigkeiten seiner Landschaftsmalerei. Im Jahre 1844 stellte er Parti af Sjællands Kyst ved Dronningemøllen, Foraarsdag med uroligt Vejr (Blick auf Seelands Küste von Droningemøllen aus, stürmischer Frühling) aus, auch bekannt als Åens Udløb (Der Ausfluss des Stroms). Beide Gemälde wurden in die dänische Königliche Gemäldesammlung aufgenommen.
In den folgenden Jahren bereiste er in jedem Sommer den Norden von Seeland und zeichnete dort Studien, die er dann im Winter in seinem Atelier für große Gemälde verwendete. Aus dieser Zeit stammen Gemälde wie Sommermiddag i Dyrehaven (Sommertag in Dyrehaven) aus dem Jahr 1848 und Landevej ved Herregaarden Vognserup (Landstraße in der Nähe des Vognserup-Besitzes) im Jahr 1849. Dieses letztere Werk war eine Erinnerung an seinen Freund Lundbye, der im April 1848 nach einem Unfall an einer Schussverletzung im Alter von 29 Jahren verstarb.
Nach 1850 entwickelte Skovgaard eine monumentale Form des Ausdrucks, die große Bedeutung für die folgende Generation von Künstlern hatte. Er wurde als Dänemarks bedeutendster Vertreter der Landschaftsmalerei anerkannt und erhielt viele Aufträge. Er malte weiter häufig im Jægersborg Dyrehave, aber oft auch weiter im Norden auf Seeland, zum Beispiel in der Umgebung von Hellebæk, wo er Aften ved Bondedammen (Abend am Gutsteich) schuf.

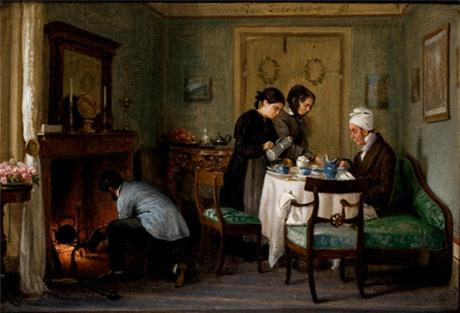
Genrebild mit Prof. N. L. Høyen (P. C. Skovgaard, 1854)

Mit einem Stipendium der Akademie reiste Skovgaard 1854 nach Italien, wo er den Winter zusammen mit seiner Frau Georgia, Vilhelm Marstrand, Niels Laurits Høyen und dessen Frau Edele Birgitte verbrachte. Auf dieser Reise schuf Skovgaard mehrere Gemälde, auch zwei Ansichten von Venedig, eine römische Landschaft und ein Genrebild von Høyen, wie er sich auf eine Audienz mit Papst Pius IX. vorbereitet. Keines dieser Bilder zählt zu seinen bedeutenderen Werken.
Im Jahr 1860 wurde er zum Titularprofessor, 1864 als vollwertiges Mitglied der Akademie der Schönen Künste ernannt. Nach London und Paris reiste er erneut im Jahre 1866.
Mit finanzieller Unterstützung der für künstlerische Förderung angelegten Stiftung Det anckerske Legat reiste er erneut im Jahr 1869, ein Jahr nach dem Tod seiner Frau, zusammen mit Vilhelm Marstrand nach Italien und malte mehrere italienische Landschaften. Im selben Jahr malte er En Skovsø, Sommeraften (Ein Waldsee, Sommerabend) und 1874 En Sommerdag i Dyrehaven; et Tordenvejr er trukket forbi og Solen atter kommen frem (Ein Sommertag in Dyrehaven; nach einem Gewitter kommt die Sonne wieder heraus), zwei Gemälde, die zu seinen wichtigsten Alterswerken gezählt werden. En Sommerdag i Dyrehaven war seine letzte große Arbeit und stellte für seine Schüler eine wichtige Studie seiner Technik dar.

### Privatleben und Familie

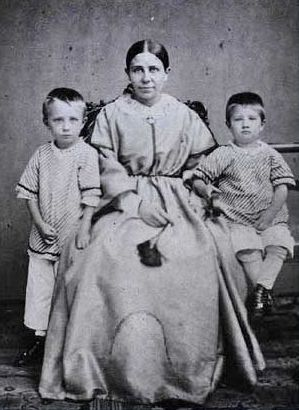
Georgia Skovgaard mit Söhnen Joakim und Niels (Fotografie; ca. 1862/63)

Am 3. September 1851 heirateten P. C. Skovgaard und Marie Louise Georgia Schouw (1828–1868), die Tochter von Professor Joakim Frederik Schouw, einem Botaniker und Politiker. Georgia war selber auch Künstlerin und vor allem für ihre Stickereien bekannt, die auf Zeichnungen und Gemälden der damals führenden Künstlern wie Lundbye, Constantin Hansen und auf denen ihres Ehemannes beruhen.

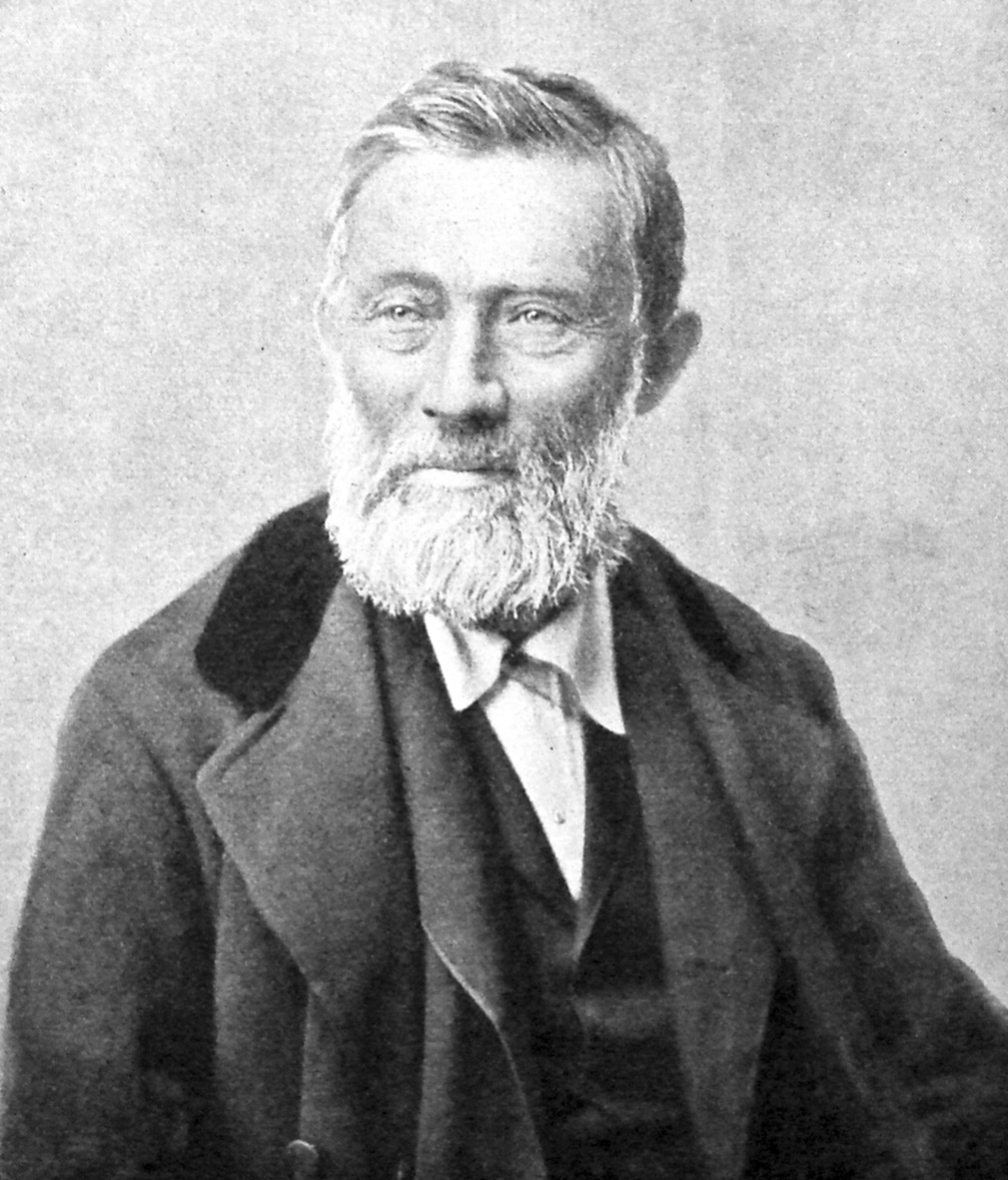
P. C. Skovgaard im Alter

Aus der Ehe gingen drei Kinder hervor, die Skovgaard zwischen 1871 und 1874 porträtierte und die später ebenfalls künstlerische Berufe ergriffen: Joakim Frederik (1856–1933) wurde Maler und Bildhauer, Niels Kristian (1858–1938) wurde Maler, Bildhauer und Grafiker und Susette Cathrine (1863–1937) wurde Malerin und Keramikerin.
Am 15. Juli 1868 starb Georgia Skovgaard im Alter von 39 Jahren. Kurz darauf erlitt Skovgaard einen Schlaganfall, von dem er sich aber schnell erholte und sich ohne Auswirkungen wieder der Malerei zuwenden konnte.
Skovgaard starb am 13. April 1875 in Kopenhagen im Alter von 58 Jahren an den Folgen eines weiteren Schlaganfalls. Sein Grab befindet sich auf dem Assistenzfriedhof (Assistens Kirkegård) in Kopenhagen.

## Werk

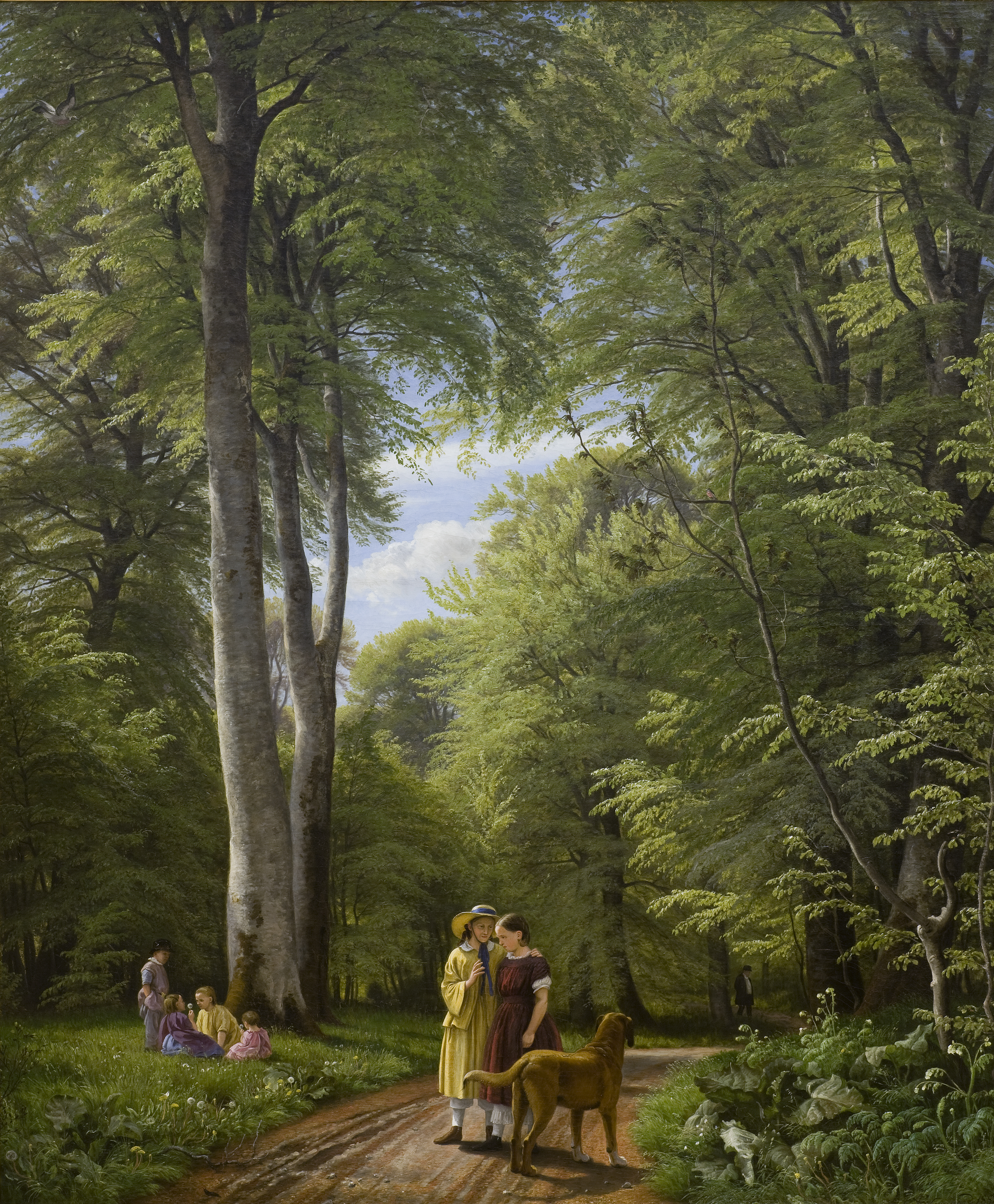
Bøgeskov i maj. Motiv fra Iselingen (Skovgaard, 1857)

P. C. Skovgaard gilt als einer der führenden Landschaftsmaler des Goldenen Zeitalters (etwa 1800–1850). Das Ausmaß – bei der Ausstellung zu seinem 100. Geburtstag wurden mehr als 800 Gemälde gezeigt – und die Qualität seines Werks sowie seine Rolle als Lehrer an der Königlich Dänischen Kunstakademie hatten großen Einfluss auf die darauf folgende Entwicklung der Landschaftsmalerei des Landes.
Es wird immer wieder erwähnt, dass Skovgaard eine tiefe Zuneigung zu seinem Land und dessen einzigartigen Landschaften, vor allem zu dessen Wäldern, auszeichnete. Dazu studierte er die Natur sehr intensiv und versuchte, sie getreu, aber auch idealisierend, abzubilden. Nach seiner Rückkehr aus Italien und auf dem Höhepunkt seines künstlerischen Schaffens malte er im Jahre 1857 sein vielleicht bekanntes Werk, Bøgeskov i maj (Buchenwald im Mai), den Inbegriff eines dänischen Buchenwaldes. Biografien und posthum erschienene Publikationen erwähnen, dass es keinem dänischen Maler gelungen sei, Bäume in der Natur so lebensecht mit jedem Zweig und jedem Blatt zu erfassen wie es Skovgaard in diesem Gemälde tat.
Seine Meisterschaft bei der Interpretation der heimischen Natur umfasste neben dem rein handwerklichen Können auch den Blick für die Bildkomposition. Besonders in seinen späteren Werken entwickelte er ein zunehmendes Interesse an der Darstellung von Atmosphäre und Licht: Das reiche Wechselspiel von Licht und Schatten, Darstellung von Wind und Wolken, die den Linien der Landschaft Dänemarks in seinen Bildern eine besondere Stimmung verleihen.
Gelegentlich, aber selten, malte Skovgaard auch Porträts, noch seltener Genrebilder. Diese Arbeiten, die im Gesamtwerk weniger bedeutend sind, sind Darstellungen seiner Frau und seiner Kinder, von Künstlerkollegen wie Lundbye (1841), von Freunden wie Amelie Elisabeth Freund, der Frau des Bildhauers Hermann Ernst Freund (1860), und von gesellschaftlich wichtigen Persönlichkeiten wie dem Schriftsteller, Dichter, Philosophen, Historiker, Pfarrer, Pädagogen und Politiker Nikolai Frederik Severin Grundtvig (1847), den Skovgaard persönlich verehrte.

## Rezeption

### Kunstausstellungen

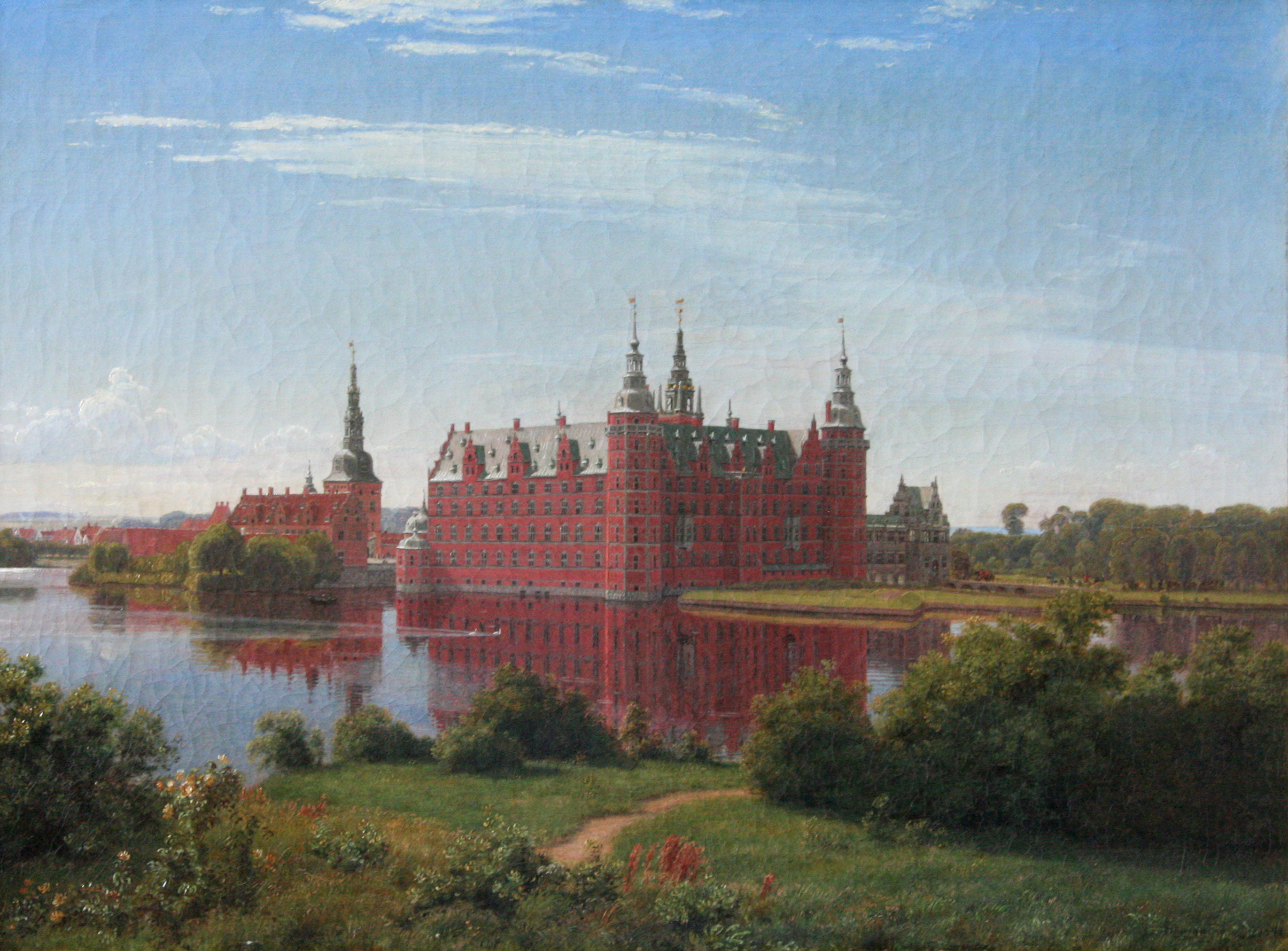
Frederiksborg (Skovgaard, 1841; das Gemälde hängt heute in diesem Schloss)

Skovgaards Gemälde wurden sowohl national als auch international in zahlreichen Ausstellungen gezeigt, da sie als besonders herausragende Beispiele der dänischen Landschaftsmalerei des Goldenen Zeitalters erachtet werden.
1862 reiste Skovgaard mit Høyen nach London, wo seine Arbeiten bei der damaligen Weltausstellung gezeigt wurden.
Posthum waren seine Werke bei den Weltausstellungen in Paris im Jahre 1878 und 1889 und bei der Ersten Internationalen Kunstausstellung in Wien (1882) zu sehen. Weitere Ausstellungen waren in London (1907, 1948), Paris (1928, 1984–1985), New York (1960–1961, 1964) und Rom (1974).

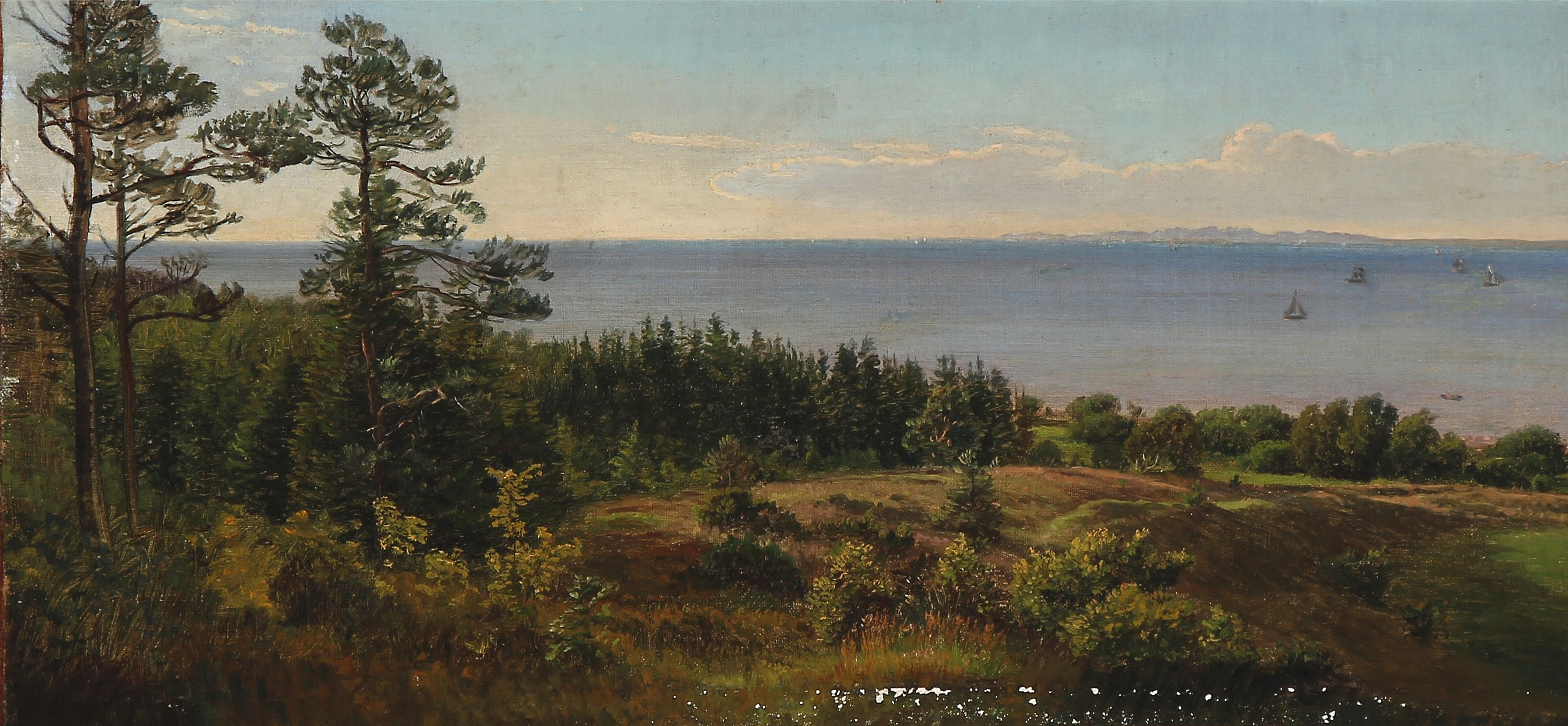
Sommeraften (P. C. Skovgaard, vor 1862; Statens Museum for Kunst)

Die größte Ausstellung mit mehr als 800 Werken von Skovgaard fand 1917 anlässlich seines 100. Geburtstags im Schloss Charlottenborg statt, wo Skovgaard bereits zu Lebzeiten häufig Ausstellungen hatte.
In Dänemark finden sich seine Werke heute in folgenden Museen: Statens Museum for Kunst, Den Hirschsprungske Samling (Heinrich-Hirschsprung-Sammlung), Ny Carlsberg Glyptotek, Københavns Museum (Kopenhagener Stadtmuseum), Thorvaldsen-Museum, Ordrupgaard, Fuglsang Kunstmuseum und in lokalen Museen in Aarhus, Horsens und Ribe.
Auch das dem künstlerischen Werk der ganzen Skovgaard-Familie gewidmete Skovgaard Museet (Das Skovgaard-Museum) in Viborg enthält mehrere Gemälde von P. C. Skovgaard.

### Stipendien, Preise und Ehrungen
- 1843 Neuhausenske Præmier (Stipendium)[11]
- 1845 Kunstneren udstillingsmedaljen (Künstler-Ausstellungsmedaille) für das großflächige Bild Udsigt over Skarrit Sø (Blick über den Skarrit-See), das in die Nationale Sammlung (wie die dänische Königliche Gemäldesammlung zu dieser Zeit hieß) aufgenommen wurde. (Stipendium)[11]
- 1854 Akademie Pris (Stipendium; verwendet für eine Italienreise)[11]
- 1869 Det anckerske Legat (Stipendium der Ancker-Stiftung; verwendet für eine weitere Italienreise)[11]
- 1874, ein Jahr vor seinem Tod, erhielt Skovgaard den Dannebrogorden.
- Das Skovgaard Museum verleiht in unregelmäßigen Abständen eine von Mogens Bøggild entworfene Skovgaard Medaljen (Skovgaard-Medaille), die von 1977 bis 2012 jeweils am 4. April, dem Geburtstag von P.C. Skovgaard, an bisher 13 dänische Künstler und Künstlerinnen vergeben wurde, „die in ihrem künstlerischen Stil bemerkenswert und unverwechselbar“ sind.[12]

### Skovgaard-Forschung
Im Februar 2009 beschlossen Gertrud Oelsner, Kuratorin des Fuglsang Kunstmuseums, und Karina Lykke Grand, Kuratorin des Skovgaard Museums, ein gemeinsames Forschungsprojekt, um das Gesamtwerk Skovgaards zu erfassen und seine Pionierleistung in der dänischen Landschaftsmalerei und seine Bedeutung im Goldenen Zeitalter darzulegen und zu interpretieren.